# Friday (Riton)
Friday is een nummer van de Britse dj en producer Riton, in samenwerking met het Schotse muziekproject Nightcrawlers, Mufasa en Hypeman. Het verscheen op 15 januari 2021.
Het lied is een remix op het nummer Push the Feeling On uit 1992. In vele landen haalde het nummer een top 10-positie, waaronder Nederland, beide landsdelen van België en het Verenigd Koninkrijk. Het nummer kreeg een extra duw in de rug door het virale gebruik op social media, en door Big Hit te zijn op de Belgische radiozender MNM. 

## Hitlijsten

### Ultratop 50 Vlaanderen
| Nummer   | 18 | 7  | 9  | 7  | 3  | 4  | 1  | 6  | 3  | 1  | 2  | 2  | 2  | 4  | 6  | 8  | 3   | 7  |
| Week:    | 19 | 20 | 21 | 22 | 23 | 24 | 25 | 26 | 27 | 28 | 29 | 30 | 31 | 32 | 33 | 34 |     | 35 |
| Positie: | 8  | 9  | 14 | 12 | 17 | 14 | 18 | 15 | 24 | 21 | 32 | 34 | 36 | 45 | 38 | 44 | uit | 50 |